# Нові Смарховиці
Нові Смарховиці (пол. Nowe Smarchowice) — село в Польщі, у гміні Намислув Намисловського повіту Опольського воєводства.
Населення — 284 особи (2011).
У 1975-1998 роках село належало до Опольського воєводства.

## Демографія
Демографічна структура станом на 31 березня 2011 року:
|          | Загалом | Допрацездатний вік | Працездатний вік | Постпрацездатний вік |
| -------- | ------- | ------------------ | ---------------- | -------------------- |
| Чоловіки | 141     | 28                 | 101              | 12                   |
| Жінки    | 143     | 26                 | 90               | 27                   |
| Разом    | 284     | 54                 | 191              | 39                   |